# Azille
Azille é uma comuna francesa na região administrativa de Occitânia, no departamento de Aude. Estende-se por uma área de 23,33 km². Em 2010 a comuna tinha 1 152 habitantes (densidade: 49,4 hab./km²).